# قاسية الزهر الحولية
قاسية الزهر الحولية أو حشيشة القناديل الحولية (الاسم العلمي: Scleranthus annuus)، نوع من النباتات المُزهرة من فصيلة القرنفلية. تُعرف باسم حشيشة العقدة الألمانية وحشيشة ناويل الحولية. موطنها الأصلي في أوروبا وآسيا وشمال إفريقيا، وهي معروفة في جميع أنحاء العالم المعتدل بوصفها نوع مستقدم وحشيشة شائعة. ينمو في أنواع عديدة من الموائل ،غالبًا في المناطق المضطربة.